# Benghazi (stad)
Benghazi, Arabisch: بنغازى Banġāzī, ook: Bangazi, Bengasi of Banghazi, is een stad in het noordoosten van Libië en de tweede grootste stad van het land, na de hoofdstad Tripoli. Sinds de Libische opstand van 2011 is Benghazi de facto hoofdstad van de Libische opstandelingen en de Nationale Overgangsraad. In 2006 had Benghazi 824.201 inwoners. Het is de hoofdplaats van de gelijknamige gemeente (Shaabiyah) en de belangrijkste stad van het district Cyrenaica. Benghazi ligt aan de Middellandse Zee.

## Geschiedenis

### Vroege geschiedenis
Reeds in de 7e eeuw voor Christus was hier bebouwing. Griekse kolonisten vestigden zich er in een nederzetting die ze Hesperides noemden. Vele archeologische vondsten van vooral aardewerk getuigen van de Griekse aanwezigheid. Later kwam deze nederzetting onder het bestuur van de Romeinen die er een grote joodse kolonie inrichtten. De stad werd in de vijfde eeuw na Christus binnengevallen door de Vandalen, waarbij een groot deel van de oorspronkelijke bebouwing en infrastructuur vernietigd werd. In de 7e eeuw werd de stad door Arabieren ingenomen. Zij lieten de stad in stand en behielden de stad als regionaal handelscentrum, dat ze bestuurden tot halverwege de 16e eeuw.

### Ottomaanse en Italiaanse overheersing

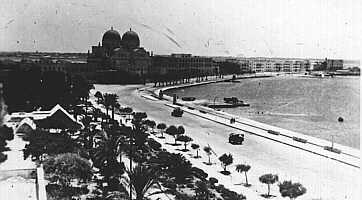
De door de Italianen aangelegde boulevard

In 1550 werd de stad na een langdurige belegering ingenomen door Ottomaanse Turken. De stad behield zijn havenfunctie en werd een belangrijke doorvoerhaven, zowel voor vrachtvervoer over land als over zee. In 1911 werd de stad veroverd door Italië en werd de haven opnieuw uitgegraven en uitgebreid om de grotere klippers en stoomschepen te kunnen faciliteren. In 1931 werd de Libische vrijheidsstrijder Omar Mukhtar in Benghazi ter dood veroordeeld en in het nabijgelegen kamp Soeloek opgehangen. De Italiaanse regering moedigde in de jaren dertig kolonisten aan om zich te vestigen in de kolonie Libië. In Cyrenaica woonden in 1939 ongeveer 20.000 kolonisten, voornamelijk in de omgeving van Benghazi. In de stad zelf was 35 procent van de bevolking Italiaans.

### Tweede Wereldoorlog
Tijdens de Tweede Wereldoorlog werd de stad door bombardementen zwaar beschadigd. Benghazi werd in februari 1941 veroverd door de Britten, maar het Afrikakorps onder leiding van Erwin Rommel heroverde de stad op 3 april van hetzelfde jaar. Op 25 december 1941 veroverden de Britten de stad ten tweeden male, maar zij werden op 29 januari 1942 wederom uit de stad verdreven. Op 18 november 1942 wisten de Britten de stad echter voorgoed te veroveren. De Commonwealth War Cemetery in de stad herinnert aan deze bloedige periode. Begin maart 2012 werd deze begraafplaats grotendeels vernield door opstandelingen, vanwege de Joodse en christelijke opschriften.
Na de Tweede Wereldoorlog werd Libië een onafhankelijk koninkrijk onder leiding van koning Idris I van Libië die in Benghazi resideerde.

### Bombardement in 1986
Op 15 april 1986 werd Benghazi gebombardeerd door de vliegtuigen van de Amerikaanse marine in Operatie El Dorado Canyon, die was bedoeld als vergelding voor een aanslag op 5 april in een discotheek in Berlijn waar veel Amerikanen waren. De Libische leider Moammar al-Qadhafi werd geacht deze terroristische aanslag te hebben ondersteund.

### Arabische Lente
In februari 2011 was de stad het toneel van hevig verzet tegen het regime van Moammar al-Qadhafi. De oproerpolitie van Libië, die namens al-Qadhafi diende, zorgde op maandag 21 februari 2011 omstreeks de middag voor een bloedige veldslag met de betogers waarbij minstens vijftig doden vielen. Nog eens tweehonderd andere demonstranten raakten gewond.
In augustus 2011 keerden de kansen toen rebellen, geholpen door luchtbombardementen door NAVO-vliegtuigen, steeds verder naar Tripoli oprukten en de stad ten slotte binnentrokken. De reden, dat de NAVO ingreep, was dat het regeringsleger van Qadhafi dreigde Benghazi in te nemen en daar de burgers te vermoorden. Het was Frankrijk, dat het initiatief nam om in te grijpen.

#### Aanslag op het Amerikaanse consulaat
Op 11 september 2012 werd het Amerikaanse consulaat in Benghazi aangevallen door een grote groep gewapende moslimradicalen. Bij de aanval verloren vier Amerikanen, waaronder de Amerikaanse ambassadeur in Libië Christopher Stevens, het leven.

## Functies
De stad heeft een belangrijke havenfunctie. Halfproducten en producten als voedsel, dranken, textiel en cement die via de haven worden aangevoerd, worden verder verwerkt en gedistribueerd. Benghazi heeft daarnaast een vliegveld, Luchthaven Benina Internationaal. De Universiteit van Benghazi, die in 1955 is opgericht, is de oudste van het land.

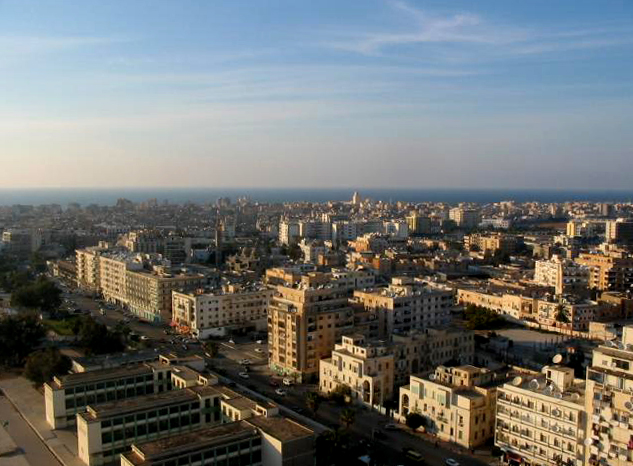
Zicht op de oude stad
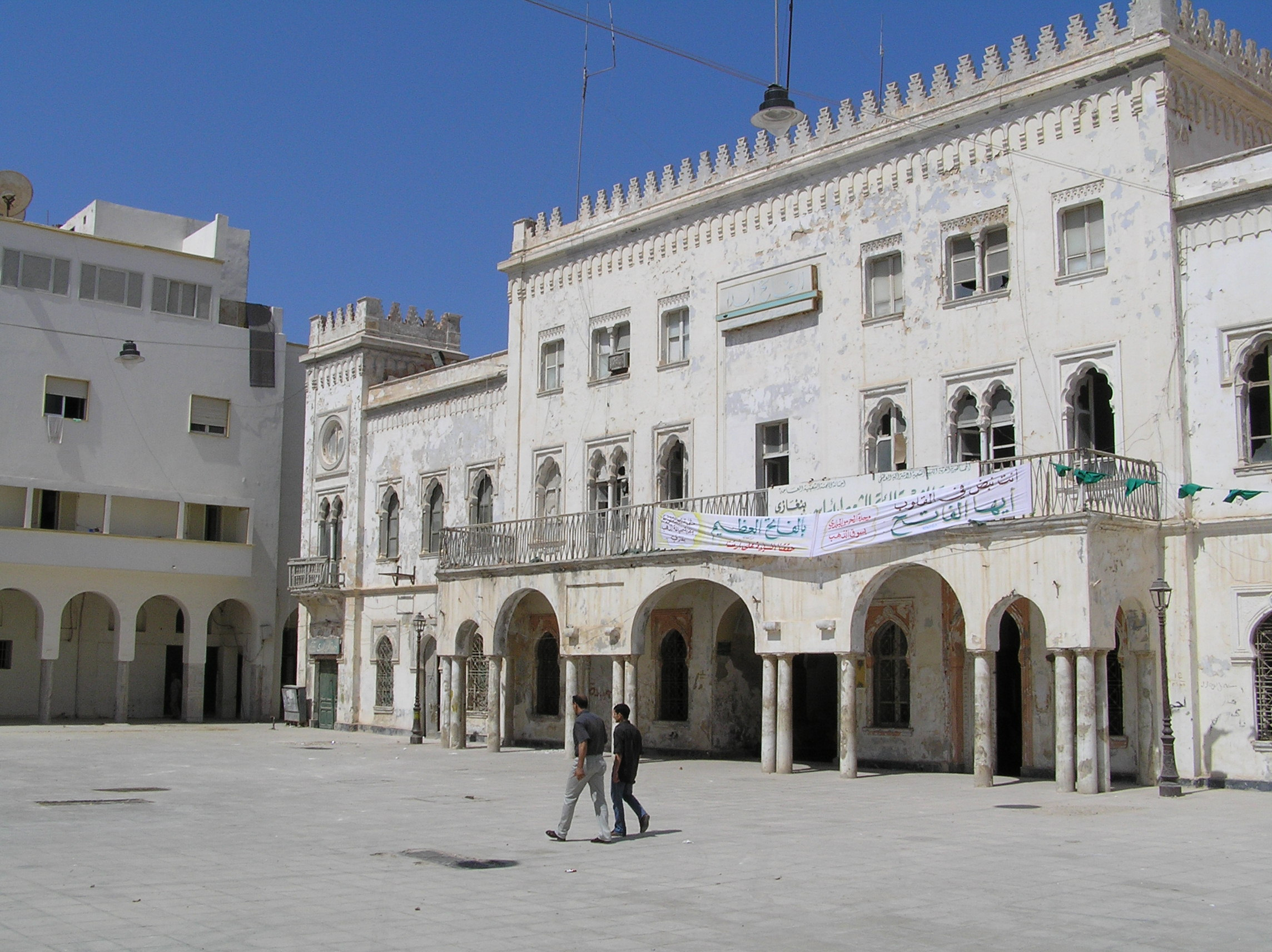
Stadhuis van Benghazi
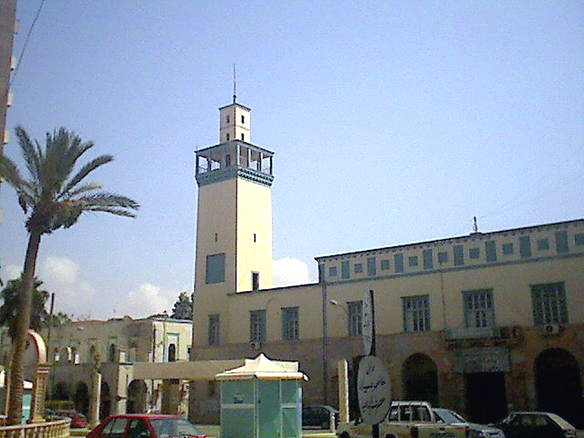
Universiteit van Benghazi
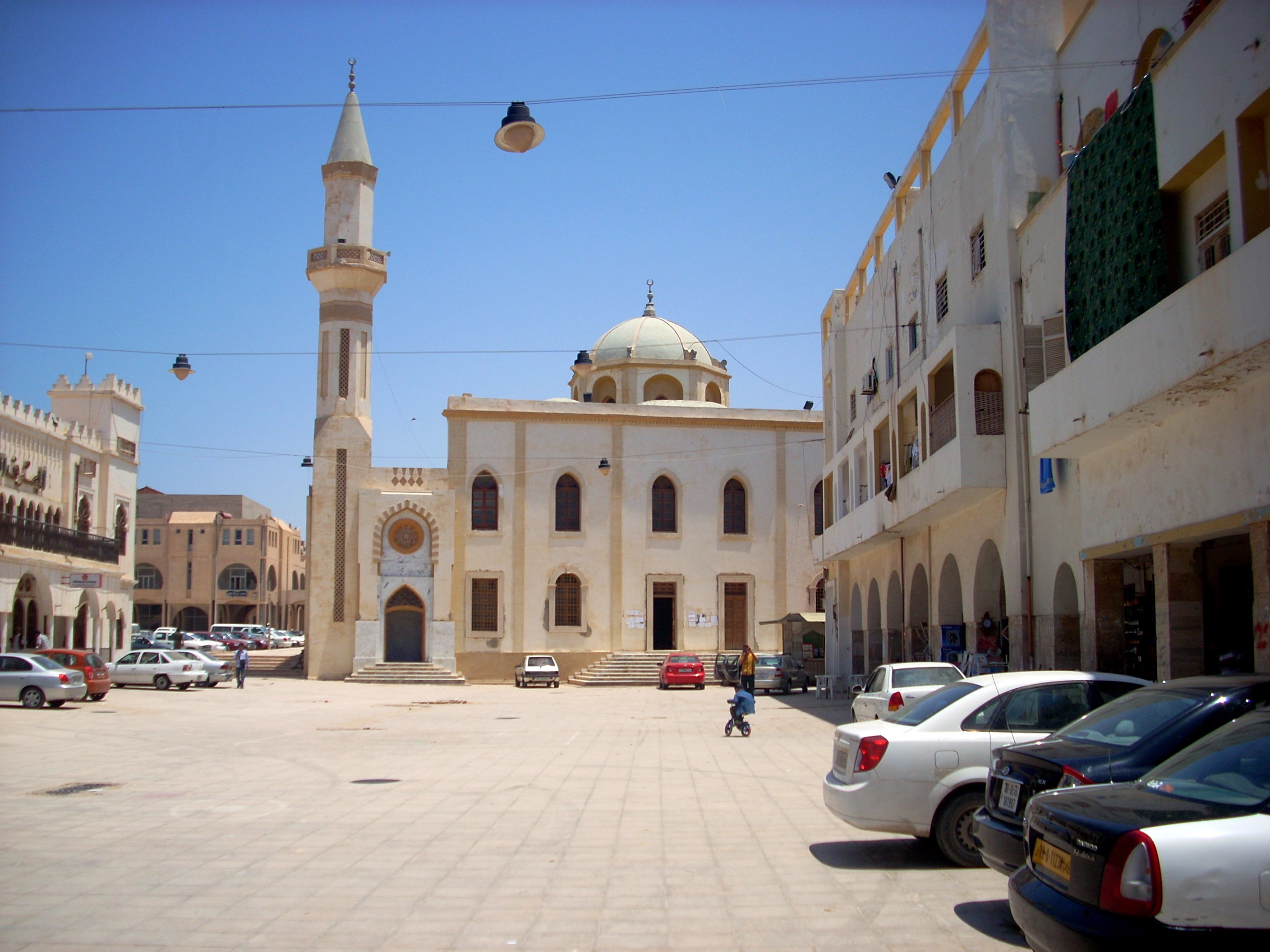
Atiqmoskee, de oudste van Benghazi

Benghazi ·
Al Butnan ·
Derna ·
Ghat ·
Al Jabal al Akhdar ·
Al Jabal al Gharbi ·
Al Jfara ·
Al Jufrah ·
Al Kufrah ·
Al Marj ·
Misratah ·
Al Murgub ·
Murzuq ·
Nalut ·
An Nuqat al Khams ·
Sabha ·
Sirte ·
Tripoli ·
Wadi Al Hayaa ·
Wadi Al Shatii ·
Al Wahat ·
Az Zawiyah